# Liste des routes d'État à New York
Les routes d'État de l'État de New York sont entretenues par le New York State Department of Transportation (NYSDOT).

## Liste des routes d'État
| Numéro   | Longueur (mi) | Longueur (km) | Terminus sud / ouest                                         | Terminus nord / est                                                                    | Créée | Notes |
| -------- | ------------- | ------------- | ------------------------------------------------------------ | -------------------------------------------------------------------------------------- | ----- | --- |
| NY 2     | 30,85         | 49,65         | I-87 / NY 7 à Colonie                                        | Route 2 à la frontière du Massachusetts à Petersburgh                                  | 1942  | |
| NY 3     | 245,90        | 395,74        | NY 104A à Sterling                                           | US 9 à Plattsburgh                                                                     | 1924  | |
| NY 3A    | 5,19          | 8,35          | NY 3 à Deferiet                                              | NY 3 à Wilna                                                                           | 1950  | |
| NY 5     | 370,73        | 596,63        | PA 5 à la frontière de la Pennsylvanie à Ripley              | I-787 / US 9 à Albany                                                                  | 1924  | |
| NY 5A    | 5,59          | 9,00          | NY 5 à New Hartford                                          | I-790 / NY 5 / NY 5S / NY 8 / NY 12 à Utica                                            | 1935  | |
| NY 5B    | 3,12          | 5,02          | NY 5 à Kirkland                                              | NY 5 à New Hartford                                                                    | 1930  | |
| NY 5S    | 72,77         | 117,11        | I-790 / NY 5 / NY 5A / NY 8 / NY 12 à Utica                  | NY 890 à Rotterdam                                                                     | 1930  | |
| NY 6N    | 5,08          | 8,18          | US 6 à Yorktown                                              | US 6 à Carmel                                                                          | 1938  | |
| NY 7     | 180,18        | 289,97        | PA 29 à la frontière de la Pennsylvanie à Conklin            | VT 9 à la frontière du Vermont à Hoosick                                               | 1927  | |
| NY 7A    | 1,77          | 2,85          | New York Avenue à la frontière de la Pennsylvanie à Conklin  | NY 7 à Conklin                                                                         | 1930  | |
| NY 7B    | 3,74          | 6,02          | NY 369 à Fenton                                              | NY 7 à Colesville                                                                      | 1990  | |
| NY 8     | 207,41        | 333,79        | NY 10 / NY 17 à Deposit                                      | NY 9N à Hague                                                                          | 1930  | |
| NY 9A    | 47,51         | 76,46         | Battery Place à New York                                     | US 9 à Peekskill                                                                       | 1930  | |
| NY 9B    | 5,97          | 9,61          | US 9 à Chazy                                                 | US 11 à Rouses Point                                                                   | 1945  | |
| NY 9D    | 25,14         | 40,46         | US 6 / US 202 in Cortlandt                                   | US 9 à Poughkeepsie                                                                    | 1930  | |
| NY 9G    | 42,79         | 68,86         | US 9 à Poughkeepsie                                          | US 9 / NY 23B à Hudson                                                                 | 1930  | |
| NY 9H    | 18,78         | 30,22         | US 9 / NY 23 / NY 82 à Livingston                            | US 9 à Kinderhook                                                                      | 1932  | |
| NY 9J    | 22,33         | 35,94         | US 9 à Stockport                                             | US 9 / US 20 à Rensselaer                                                              | 1930  | |
| NY 9L    | 18,54         | 29,84         | US 9 / NY 32 à Glens Falls                                   | US 9 / NY 9N à Lake George                                                             | 1930  | |
| NY 9N    | 143,13        | 230,35        | US 9 / NY 29 / NY 50 à Saratoga Springs                      | US 9 / NY 22 à Keeseville                                                              | 1930  | |
| NY 9P    | 12,15         | 19,55         | US 9 à Malta                                                 | US 9 / NY 50 à Saratoga Springs                                                        | 1936  | |
| NY 9R    | 3,21          | 5,17          | I-87 / US 9 / NY 7 à Colonie                                 | US 9 à Colonie                                                                         | 1939  | |
| NY 10    | 155,04        | 249,51        | NY 17 à Deposit                                              | NY 8 à Arietta                                                                         | 1924  | |
| NY 10A   | 2,44          | 3,93          | NY 29 à Johnstown                                            | NY 10 à Caroga                                                                         | 1931  | |
| NY 11A   | 13,08         | 21,05         | NY 80 à Tully                                                | US 11 à Onondaga                                                                       | 1930  | |
| NY 11B   | 36,99         | 59,53         | US 11 à Potsdam                                              | US 11 / NY 30 / NY 37 à Malone                                                         | 1930  | |
| NY 11C   | 11,44         | 18,41         | US 11 à Stockholm                                            | US 11 à Lawrence                                                                       | 1982  | |
| NY 12    | 221,94        | 357,18        | US 11 à Chenango                                             | NY 37 à Morristown                                                                     | 1924  | |
| NY 12A   | 1,01          | 1,63          | NY 12 à Chenango                                             | I-88 / NY 7 à Fenton                                                                   | 1930  | |
| NY 12B   | 35,52         | 57,16         | NY 12 à Sherburne                                            | NY 5 à New Hartford                                                                    | 1930  | |
| NY 12D   | 11,46         | 18,44         | NY 12 à Boonville                                            | NY 12 à Lyons Falls                                                                    | 1930  | |
| NY 12E   | 36,08         | 58,07         | NY 12F à Brownville                                          | NY 12 à Clayton                                                                        | 1930  | |
| NY 12F   | 6,89          | 11,09         | NY 180 à Hounsfield                                          | US 11 / NY 12 à Watertown                                                              | 1930  | |
| NY 13    | 152,44        | 245,33        | I-86 / NY 17 à Horseheads                                    | NY 3 à Richland                                                                        | 1924  | |
| NY 13A   | 2,07          | 3,33          | NY 13 / NY 34 / NY 96 à Ithaca                               | NY 79 à Ithaca                                                                         | 1938  | |
| NY 14    | 95,16         | 153,15        | PA 14 à la frontière de la Pennsylvanie à Ashland            | Cul-de-sac à Greig Street à Sodus Point                                                | 1924  | |
| NY 14A   | 36,04         | 58,00         | NY 14 à Reading                                              | US 20 / NY 5 / NY 245 à Geneva                                                         | 1930  | |
| NY 15    | 47,29         | 76,11         | I-390 / NY 21 à Wayland                                      | NY 31 à Rochester                                                                      | 1974  | |
| NY 15A   | 35,15         | 56,57         | NY 15 à Springwater                                          | NY 15 à Rochester                                                                      | 1939  | |
| NY 16    | 79.28         | 127.59        | PA 646 à la frontière de la Pennsylvanie à Allegany          | NY 5 à Buffalo                                                                         | 1924  | |
| NY 17    | 396,77        | 638,54        | I-86 à la frontière de la Pennsylvanie à Mina                | I-287 / NJ 17 à la frontière du New Jersey à Suffern                                   | 1924  | Plus longue route d'état de l'État de New York; forme un multiplex avec l'I-86 entre la frontière de la Pennsylvanie et Woodbury, à partir d'où la NY 17 est désignée comme Future I-86 |
| NY 17A   | 24,61         | 39,61         | US 6 / NY 17 / NY 17M / NY 207 à Goshen                      | NY 17 à Tuxedo                                                                         | 1930  | |
| NY 17B   | 21,86         | 35,18         | NY 97 à Delaware                                             | NY 17 à Monticello                                                                     | 1930  | |
| NY 17C   | 40,30         | 64,86         | NY 34 à Waverly                                              | US 11 à Binghamton                                                                     | 1930  | |
| NY 17K   | 22,45         | 36,13         | CR 76 près de Bloomingburg                                   | US 9W / NY 32 à Newburgh                                                               | 1939  | |
| NY 17M   | 26,59         | 42,79         | CR 76 à Wallkill                                             | NY 17 à Harriman                                                                       | 1951  | |
| NY 18    | 87,45         | 140,74        | NY 104 à Lewiston                                            | NY 104 à Rochester                                                                     | 1924  | |
| NY 18F   | 9,83          | 15,82         | NY 104 / Niagara Scenic Parkway à Lewiston                   | NY 18 à Porter                                                                         | 1949  | |
| NY 19    | 108,69        | 174,92        | PA 449 à la frontière de la Pennsylvanie à Willing           | Lake Ontario State Parkway in Hamlin                                                   | 1930  | |
| NY 19A   | 18,94         | 30,48         | NY 19 à Hume                                                 | NY 19 près de Silver Springs                                                           | 1930  | |
| NY 21    | 99,84         | 160,68        | NY 417 à Andover                                             | NY 104 à Williamson                                                                    | 1930  | |
| NY 22    | 336,85        | 542,11        | US 1 dans le Bronx                                           | US 11 à Mooers                                                                         | 1924  | |
| NY 22A   | 10,66         | 17,16         | NY 22 à Granville                                            | VT 22A à la frontière du Vermont à Hampton                                             | 1945  | |
| NY 22B   | 9,88          | 15,90         | NY 22 à Peru                                                 | NY 3 à Plattsburgh                                                                     | 1930  | |
| NY 23    | 155,99        | 251,04        | NY 26 à Cincinnatus                                          | Route 23 à la frontière du Massachusetts à Copake                                      | 1924  | |
| NY 23A   | 34,50         | 55,52         | NY 23 à Prattsville                                          | US 9W à Catskill                                                                       | 1925  | |
| NY 23B   | 6,70          | 10,78         | NY 9G / NY 23 à Greenport                                    | NY 9H / NY 23 à Claverack                                                              | 1959  | |
| NY 24    | 68,03         | 109,48        | I-295 / NY 25 dans le Queens I-495 à Calverton               | NY 110 à East Farmingdale CR 80 à Hampton Bays                                         | 1930  | |
| NY 25    | 105,18        | 169,27        | 2nd Avenue à Manhattan                                       | Quai du traversier à Orient Point                                                      | 1925  | |
| NY 25A   | 73,10         | 117,64        | I-495 dans le Queens                                         | NY 25 à Calverton                                                                      | 1927  | |
| NY 25B   | 7,38          | 11,88         | NY 25 dans le Queens                                         | NY 25 à Westbury                                                                       | 1935  | |
| NY 26    | 203,86        | 328,08        | PA 267 à la frontière de la Pennsylvanie à Vestal            | NY 12 à Alexandria Bay                                                                 | 1930  | |
| NY 27    | 121,21        | 195,07        | I-278 à Brooklyn                                             | Parc d'état de Montauk Point à Montauk                                                 | 1925  | |
| NY 27A   | 17,82         | 28,68         | NY 27 à Massapequa                                           | NY 27 à Oakdale                                                                        | 1931  | |
| NY 28    | 281,58        | 453,16        | I-587 / NY 32 à Kingston                                     | US 9 à Warrensburg                                                                     | 1924  | |
| NY 28A   | 19,54         | 31,45         | NY 28 à Olive                                                | NY 28 à Kingston                                                                       | 1933  | |
| NY 28N   | 50,85         | 81,84         | NY 28 / NY 30 à Indian Lake                                  | NY 28 à Johnsburg                                                                      | 1930  | |
| NY 29    | 95,10         | 153,05        | NY 28 / NY 169 à Middleville                                 | NY 22 à Salem                                                                          | 1925  | |
| NY 29A   | 35,42         | 57,00         | NY 29 à Salisbury                                            | NY 29 à Broadalbin                                                                     | 1930  | |
| NY 30    | 300,62        | 483,80        | NY 17 à Hancock                                              | QC 138 à la frontière canadienne à Constable                                           | 1930  | |
| NY 30A   | 34,80         | 56,01         | NY 30 à Schoharie                                            | NY 30 à Mayfield                                                                       | 1960  | |
| NY 31    | 208,71        | 335,89        | NY 104 à Niagara Falls                                       | NY 26 à Vernon                                                                         | 1925  | |
| NY 31A   | 22,95         | 36,93         | NY 31 / NY 63 à Medina                                       | NY 31 / NY 19 Truck à Sweden                                                           | 1935  | |
| NY 31E   | 5,29          | 8,51          | NY 31 / NY 271 à Middleport                                  | NY 31 / NY 63 à Medina                                                                 | 1949  | |
| NY 31F   | 13,65         | 21,97         | NY 96 à Pittsford                                            | NY 31 / NY 350 à Macedon                                                               | 1949  | |
| NY 32    | 176,43        | 283,94        | NY 17 in Woodbury, Orange County                             | NY 196 near Hudson Falls                                                               | 1930  | |
| NY 32A   | 1,90          | 3,06          | NY 32 à Saugerties                                           | NY 23A à Catskill                                                                      | 1940  | |
| NY 33    | 69,24         | 111,43        | NY 5 à Buffalo                                               | NY 31 à Rochester                                                                      | 1925  | |
| NY 33A   | 17,13         | 27,57         | NY 33 à Bergen                                               | NY 33 à Rochester                                                                      | 1930  | |
| NY 34    | 99,40         | 159,97        | PA 199 à la frontière de la Pennsylvanie à Waverly           | NY 104 à Hannibal                                                                      | 1930  | |
| NY 34B   | 33,97         | 54,67         | NY 38 à Dryden                                               | NY 34 à Fleming                                                                        | 1930  | |
| NY 35    | 24,63         | 39,64         | US 6 / US 9 / US 202 à Peekskill                             | Route 35 à la frontière du Connecticut à Lewisboro                                     | 1940  | |
| NY 36    | 95,14         | 153,11        | PA 249 à la frontière de la Pennsylvanie à Troupsburg        | NY 31 à Ogden                                                                          | 1925  | |
| NY 37    | 127,24        | 204,77        | US 11 à Watertown                                            | US 11 / NY 11B / NY 30 à Malone                                                        | 1930  | |
| NY 37B   | 4,03          | 6,49          | NY 37 à Louisville                                           | NY 37 à Massena                                                                        | 1930  | |
| NY 37C   | 9,90          | 15,93         | NY 37 à Massena                                              | NY 37 à Bombay                                                                         | 1930  | |
| NY 38    | 95,60         | 153,85        | NY 96 à Owego                                                | NY 104A à Sterling                                                                     | 1930  | |
| NY 38A   | 21,85         | 35,16         | NY 38 à Moravia                                              | US 20 / NY 5 à Auburn                                                                  | 1930  | |
| NY 38B   | 7,70          | 12,39         | NY 38 à Newark Valley                                        | NY 26 à Union                                                                          | 1951  | |
| NY 39    | 98,81         | 159,02        | US 20 à Sheridan                                             | US 20 / NY 5 à Avon                                                                    | 1930  | |
| NY 40    | 54,73         | 88,08         | NY 7 à Troy                                                  | NY 22 à Granville                                                                      | 1940  | |
| NY 41    | 95,44         | 153,60        | NY 17 à Sanford                                              | US 20 à Skaneateles                                                                    | 1930  | |
| NY 41A   | 25,44         | 40,94         | NY 41 à Homer                                                | US 20 à Skaneateles                                                                    | 1930  | |
| NY 42    | 52,07         | 83,80         | US 6 / US 209 / NY 97 à Port Jervis NY 28 à Shandaken        | NY 55 à Neversink NY 23A à Lexington                                                   | 1930  | |
| NY 43    | 23,44         | 37,72         | I-90 à North Greenbush                                       | Route 43 à la frontière du Massachusetts à Stephentown                                 | 1925  | |
| NY 45    | 8,57          | 13,79         | CR 73 à la frontière du New Jersey à Chestnut Ridge          | US 202 à Haverstraw                                                                    | 1949  | |
| NY 46    | 59,37         | 95,55         | NY 12B à Eaton                                               | NY 12D à Boonville                                                                     | 1925  | |
| NY 48    | 28,28         | 45,51         | I-690 à Van Buren                                            | NY 104 à Oswego                                                                        | 1930  | |
| NY 49    | 63,93         | 102,89        | NY 3 à Volney                                                | I-790 / NY 5 / NY 8 / NY 12 à Utica                                                    | 1920  | |
| NY 50    | 31,58         | 50,82         | NY 5 à Scotia                                                | NY 32 à Northumberland                                                                 | 1930  | |
| NY 51    | 55,12         | 88,71         | NY 8 à Guilford                                              | NY 5 à Herkimer                                                                        | 1930  | |
| NY 52    | 108,36        | 174,39        | PA 652 à la frontière de la Pennsylvanie à Tusten            | US 6 à Carmel                                                                          | 1930  | |
| NY 52A   | 2,77          | 4,46          | NY 17B à Delaware                                            | NY 52 à Delaware                                                                       | 1930  | |
| NY 53    | 22,46         | 36,15         | NY 415 à Bath                                                | NY 21 à Naples                                                                         | 1930  | |
| NY 54    | 34,42         | 55,39         | I-86 / NY 17 à Bath                                          | NY 14 à Dresden                                                                        | 1930  | |
| NY 54A   | 22,45         | 36,13         | NY 54 près de Hammondsport                                   | NY 14A / NY 54 à Penn Yan                                                              | 1930  | |
| NY 55    | 121,65        | 195,78        | NY 97 / PA 434 à Highland                                    | Route 55 à la frontière du Connecticut à Dover                                         | 1930  | |
| NY 55A   | 9,52          | 15,32         | NY 55 à Neversink                                            | NY 55 à Wawarsing                                                                      | 1945  | |
| NY 56    | 51,36         | 82,66         | NY 3 à Colton                                                | NY 37 près de Massena                                                                  | 1930  | |
| NY 58    | 45,99         | 74,01         | NY 37 à Morristown                                           | NY 3 à Fine                                                                            | 1930  | |
| NY 59    | 13,86         | 22,31         | NY 17 à Hillburn                                             | US 9W à Nyack                                                                          | 1929  | |
| NY 60    | 33,20         | 53,43         | US 62 à Kiantone                                             | NY 5 à Dunkirk                                                                         | 1920  | |
| NY 61    | 3,88          | 6,24          | NY 384 à Niagara Falls                                       | NY 104 à Lewiston                                                                      | 1962  | |
| NY 63    | 82,09         | 132,11        | NY 15 / NY 21 à Wayland                                      | NY 18 à Yates                                                                          | 1930  | |
| NY 64    | 31,08         | 50,02         | NY 21 à South Bristol                                        | NY 96 / NY 252 à Pittsford                                                             | 1930  | |
| NY 65    | 18,52         | 29,81         | US 20 / NY 5 à West Bloomfield                               | NY 96 à Brighton                                                                       | 1930  | |
| NY 66    | 46,31         | 74,53         | NY 23B à Hudson                                              | NY 2 à Troy                                                                            | 1925  | |
| NY 67    | 86,33         | 138,93        | NY 5 à Saint Johnsville                                      | VT 67 à la frontière du Vermont à Hoosick                                              | 1930  | |
| NY 68    | 33,47         | 53,86         | NY 37 à Ogdensburg                                           | NY 56 à Colton                                                                         | 1925  | |
| NY 69    | 57,25         | 92,13         | NY 104 à Mexico                                              | NY 5A à Yorkville                                                                      | 1930  | |
| NY 69A   | 2,05          | 3,30          | US 11 à Hastings                                             | NY 69 à Parish                                                                         | 1931  | |
| NY 70    | 17,98         | 28,94         | NY 436 à Portage                                             | NY 36 près de Canaseraga                                                               | 1930  | |
| NY 71    | 2,33          | 3,75          | Route 71 à la frontière du Massachusetts à Hillsdale         | NY 22 à Hillsdale                                                                      | 1930  | |
| NY 72    | 15,32         | 24,66         | NY 56 près de Potsdam                                        | NY 11B à Hopkinton                                                                     | 1930  | |
| NY 73    | 27,56         | 44,35         | US 9 à Underwood                                             | NY 86 à Lake Placid                                                                    | 1930  | |
| NY 74    | 20,45         | 32,91         | I-87 à Schroon                                               | Traversier de Ticonderoga – Larrabees Point à Ticonderoga                              | 1973  | |
| NY 75    | 21,36         | 34,38         | NY 39 à Collins                                              | NY 5 à Hamburg                                                                         | 1932  | |
| NY 76    | 19,43         | 31,27         | NY 474 à Clymer                                              | NY 5 à Ripley                                                                          | 1930  | |
| NY 77    | 46,31         | 74,53         | NY 78 / NY 98 à Java                                         | NY 31 à Lockport                                                                       | 1930  | |
| NY 78    | 73,57         | 118,40        | NY 19 près de Gainesville                                    | NY 18 à Olcott                                                                         | 1930  | |
| NY 79    | 93,08         | 149,80        | PA 92 à la frontière de la Pennsylvanie à Windsor            | NY 414 à Hector                                                                        | 1930  | |
| NY 80    | 126,89        | 204,21        | NY 175 à Syracuse                                            | NY 5 à Nelliston                                                                       | 1929  | |
| NY 81    | 22,40         | 36,05         | NY 145 à Rensselaerville                                     | US 9W / NY 385 à Coxsackie                                                             | 1930  | |
| NY 82    | 59,96         | 96,50         | NY 52 près de Fishkill                                       | US 9 / NY 9H / NY 23 à Livingston                                                      | 1930  | |
| NY 83    | 21,80         | 35,08         | US 62 à Ellington                                            | NY 60 à Pomfret                                                                        | 1930  | |
| NY 85    | 26,68         | 42,94         | CR 353 à Rensselaerville                                     | I-90 à Albany                                                                          | 1930  | |
| NY 85A   | 5,57          | 8,96          | NY 85 à New Scotland                                         | NY 85 à New Scotland                                                                   | 1932  | |
| NY 86    | 39,12         | 62,96         | NY 30 à Brighton                                             | NY 9N à Jay                                                                            | 1930  | |
| NY 88    | 20,66         | 33,25         | NY 96 à Phelps                                               | NY 104 à Sodus                                                                         | 1930  | |
| NY 89    | 62,17         | 100,05        | NY 13 / NY 34 / NY 96 à Ithaca                               | NY 104 près de Wolcott                                                                 | 1930  | |
| NY 90    | 52,93         | 85,18         | US 11 / NY 41 à Homer                                        | NY 31 à Montezuma                                                                      | 1930  | |
| NY 91    | 23,73         | 38,19         | NY 13 à Truxton                                              | NY 173 à Jamesville                                                                    | 1930  | |
| NY 92    | 17,30         | 27,84         | US 11 à Syracuse                                             | US 20 à Cazenovia                                                                      | 1930  | |
| NY 93    | 43,17         | 69,48         | NY 18F à Youngstown                                          | NY 5 à Akron                                                                           | 1930  | |
| NY 94    | 32,50         | 52,30         | Route 94 à la frontière du New Jersey à Warwick              | US 9W à New Windsor                                                                    | 1949  | |
| NY 95    | 13,38         | 21,53         | US 11 à Moira                                                | NY 37 à Bombay                                                                         | 1930  | |
| NY 96    | 126,21        | 203,12        | NY 17 à Owego                                                | East Main Street à Rochester                                                           | 1941  | |
| NY 96A   | 27,00         | 43,45         | NY 96 à Interlaken                                           | US 20 / NY 5 à Waterloo                                                                | 1941  | |
| NY 96B   | 19,56         | 31,48         | NY 96 à Candor                                               | NY 13 / NY 34 / NY 96 à Ithaca                                                         | 1951  | |
| NY 97    | 70,49         | 113,44        | US 6 / US 209 / NY 42 à Port Jervis                          | NY 17 à Hancock                                                                        | 1930  | |
| NY 98    | 97,88         | 157,52        | US 219 à Great Valley                                        | Lake Ontario State Parkway à Carlton                                                   | 1930  | |
| NY 100   | 33,32         | 53,62         | Cross County Parkway à Yonkers                               | US 202 à Somers                                                                        | 1930  | |
| NY 100A  | 4,18          | 6,73          | NY 100 à Greenburgh                                          | NY 100 / NY 100C aux limites entre Greenburgh et Mount Pleasant                        | 1930  | |
| NY 100B  | 2,86          | 4,60          | NY 9A à Greenburgh                                           | NY 119 à Greenburgh                                                                    | 1939  | |
| NY 100C  | 1,25          | 2,01          | NY 9A à Greenburgh                                           | NY 100 / NY 100A aux limites entre Greenburgh et Mount Pleasant                        | 1939  | |
| NY 101   | 3,58          | 5,76          | NY 25A à Flower Hill                                         | Astor Lane à Sands Point                                                               | 1931  | |
| NY 102   | 4,61          | 7,42          | NY 24 à Hempstead                                            | NY 24 à East Meadow                                                                    | 1932  | |
| NY 103   | 0,50          | 0,80          | NY 5S à Rotterdam                                            | NY 5 à Glenville                                                                       | 1931  | |
| NY 104   | 182,27        | 293,34        | NY 384 à Niagara Falls                                       | NY 13 à Williamstown                                                                   | 1971  | |
| NY 104A  | 17,36         | 27,94         | NY 104 / NY 370 près de Red Creek                            | NY 104 à Oswego                                                                        | 1935  | |
| NY 104B  | 6,08          | 9,78          | NY 104 à New Haven                                           | NY 3 à Mexico                                                                          | 1935  | |
| NY 105   | 3,47          | 5,58          | NY 106 à North Bellmore                                      | NY 107 à Massapequa                                                                    | 1932  | |
| NY 106   | 13,30         | 21,40         | NY 105 à North Bellmore                                      | Bay Avenue à Oyster Bay                                                                | 1930  | |
| NY 107   | 16,96         | 27,29         | Merrick Road à Massapequa                                    | Mill Street à Glen Cove                                                                | 1930  | |
| NY 108   | 1,64          | 2,64          | Limite du comté de Nassau à Cold Spring Harbor               | NY 25A à Cold Spring Harbor                                                            | 1932  | |
| NY 109   | 7,18          | 11,56         | NY 24 à Farmingdale                                          | NY 27A à Babylon                                                                       | 1931  | |
| NY 110   | 15,85         | 25,51         | NY 27A à Amityville                                          | Youngs Hill Road à Halesite                                                            | 1930  | |
| NY 111   | 9,46          | 15,22         | NY 27A à Islip                                               | NY 25 / NY 25A à Village of the Branch                                                 | 1930  | |
| NY 112   | 12,54         | 20,18         | East Main Street à Patchogue                                 | NY 25A à Port Jefferson Station                                                        | 1930  | |
| NY 113   | 3,12          | 5,02          | US 9 à Poughkeepsie                                          | NY 376 à Poughkeepsie                                                                  | 1980  | |
| NY 114   | 15,63         | 25,15         | NY 27 à East Hampton                                         | NY 25 à Greenport                                                                      | 1930  | |
| NY 115   | 12,45         | 20,04         | US 44 / NY 55 à Poughkeepsie                                 | Taconic State Parkway à Clinton                                                        | 1980  | |
| NY 116   | 8,06          | 12,97         | US 202 à Somers                                              | Route 116 à la frontière du Connecticut à North Salem                                  | 1930  | |
| NY 117   | 15,20         | 24,46         | US 9 à Mount Pleasant                                        | Saw Mill River Parkway à Bedford                                                       | 1930  | |
| NY 118   | 10,72         | 17,25         | NY 100 à Yorktown                                            | US 6 à Carmel                                                                          | 1930  | |
| NY 119   | 6,04          | 9,72          | US 9 à Tarrytown                                             | NY 22 à White Plains                                                                   | 1930  | |
| NY 120   | 18,07         | 29,08         | US 1 à Rye                                                   | NY 100 à New Castle                                                                    | 1930  | |
| NY 120A  | 8,63          | 13,89         | I-287 / NY 120 à Harrison                                    | NY 120 à North Castle                                                                  | 1931  | |
| NY 121   | 15,48         | 24,91         | NY 22 à Bedford                                              | US 6 / US 202 à Southeast                                                              | 1930  | |
| NY 122   | 10,25         | 16,50         | NY 37 à Westville                                            | US 11 à Burke                                                                          | 1938  | |
| NY 123   | 4,67          | 7,52          | Route 123 à la frontière du Connecticut à Lewisboro          | NY 35 à Lewisboro                                                                      | 1930  | |
| NY 124   | 4,95          | 7,97          | NY 137 à Pound Ridge                                         | NY 35 à Lewisboro                                                                      | 1930  | |
| NY 125   | 7,53          | 12,12         | US 1 à Mamaroneck                                            | NY 22 à White Plains                                                                   | 1930  | |
| NY 126   | 28,63         | 46,08         | NY 12 à Watertown                                            | NY 812 à Croghan                                                                       | 1979  | |
| NY 127   | 6,37          | 10,25         | US 1 à Mamaroneck                                            | I-287 à White Plains                                                                   | 1930  | |
| NY 128   | 5,52          | 8,88          | NY 22 à Armonk                                               | NY 117 à Mount Kisco                                                                   | 1930  | |
| NY 129   | 7,73          | 12,44         | NY 9A à Croton-on-Hudson                                     | NY 118 à Yorktown                                                                      | 1930  | |
| NY 130   | 6,08          | 9,78          | US 62 à Buffalo                                              | US 20 / NY 78 à Depew                                                                  | 1938  | |
| NY 131   | 12,48         | 20,08         | NY 37 à Louisville                                           | NY 37 à Massena                                                                        | 1959  | |
| NY 132   | 2,78          | 4,47          | US 202 / NY 35 à Yorktown                                    | US 6 à Yorktown                                                                        | 1930  | |
| NY 133   | 8,66          | 13,94         | US 9 à Ossining                                              | NY 117 à Mount Kisco                                                                   | 1930  | |
| NY 134   | 6,41          | 10,32         | NY 133 à Ossining                                            | NY 100 à Yorktown                                                                      | 1930  | |
| NY 135   | 10,78         | 17,35         | Merrick Road à Seaford                                       | NY 25 à Syosset                                                                        | 1964  | |
| NY 136   | 2,62          | 4,22          | US 4 à North Greenbush                                       | NY 150 à North Greenbush                                                               | 1938  | |
| NY 137   | 5,51          | 8,87          | Route 137 à la frontière du Connecticut à Pound Ridge        | NY 121 à Bedford                                                                       | 1930  | |
| NY 138   | 5,23          | 8,42          | NY 100 à Somers                                              | NY 121 à Lewisboro                                                                     | 1930  | |
| NY 139   | 2,75          | 4,43          | NY 100 à Somers                                              | US 202 à Somers                                                                        | 1931  | |
| NY 140   | 2,07          | 3,33          | NY 443 à Bethlehem                                           | NY 85 à Bethlehem                                                                      | 1935  | |
| NY 141   | 3,48          | 5,60          | NY 9A à Mount Pleasant                                       | NY 117 à Pleasantville                                                                 | 1930  | |
| NY 142   | 3,87          | 6,23          | NY 7 à Brunswick                                             | US 4 à Troy                                                                            | 1938  | |
| NY 143   | 18,78         | 30,22         | NY 85 à Westerlo                                             | NY 144 à Coeymans                                                                      | 1930  | |
| NY 144   | 14,70         | 23,66         | US 9W à New Baltimore                                        | NY 32 près d'Albany                                                                    | 1930  | |
| NY 145   | 46.98         | 75.61         | NY 23 in Cairo                                               | US 20 in Sharon                                                                        | 1930  | |
| NY 146   | 42,86         | 68,98         | NY 443 à Wright                                              | US 4 / NY 32 à Halfmoon                                                                | 1930  | |
| NY 146A  | 6,35          | 10,22         | NY 146 à Clifton Park                                        | NY 50 à Ballston                                                                       | 1932  | |
| NY 147   | 17,10         | 27,52         | NY 5 à Scotia                                                | NY 29 à Galway                                                                         | 1930  | |
| NY 148   | 7,54          | 12,13         | NY 104 à Hartland                                            | NY 18 à Somerset                                                                       | 1960  | |
| NY 149   | 32,32         | 52,01         | I-87 à Queensbury                                            | VT 149 à la frontière du Vermont à Granville                                           | 1930  | |
| NY 150   | 17,51         | 28,18         | NY 9J à Castleton-on-Hudson                                  | NY 66 à North Greenbush                                                                | 1930  | |
| NY 151   | 8,22          | 13,23         | US 9 / US 20 à Rensselaer                                    | NY 150 à Schodack                                                                      | 1930  | |
| NY 153   | 3,03          | 4,88          | NY 96 à Pittsford                                            | NY 441 à Penfield                                                                      | 1980  | |
| NY 155   | 16,90         | 27,20         | NY 85A à Voorheesville                                       | NY 32 à Watervliet                                                                     | 1931  | |
| NY 156   | 16,31         | 26,25         | NY 443 à Berne                                               | NY 85A à Voorheesville                                                                 | 1930  | |
| NY 157   | 9,23          | 14,85         | NY 156 à Berne                                               | NY 85 à New Scotland                                                                   | 1930  | |
| NY 157A  | 5,89          | 9,48          | NY 157 à Berne                                               | NY 157 à Berne                                                                         | 1931  | |
| NY 158   | 5,74          | 9,24          | NY 146 à Altamont                                            | NY 7 à Rotterdam                                                                       | 1930  | |
| NY 159   | 13,47         | 21,68         | NY 30 à Duanesburg                                           | NY 7 à Rotterdam                                                                       | 1930  | |
| NY 160   | 6,59          | 10,61         | NY 159 in Duanesburg                                         | NY 5S à Rotterdam                                                                      | 1930  | |
| NY 161   | 7,06          | 11,36         | NY 30A à Glen                                                | NY 30 à Florida                                                                        | 1930  | |
| NY 162   | 14,17         | 22,80         | US 20 / NY 30A à Esperance                                   | NY 5S à Root                                                                           | 1930  | |
| NY 163   | 11,91         | 19,17         | NY 5S / NY 80 à Fort Plain                                   | NY 10 à Canajoharie                                                                    | 1930  | |
| NY 164   | 2,86          | 4,60          | NY 311 à Patterson                                           | NY 22 à Patterson                                                                      | 1970  | |
| NY 165   | 12,14         | 19,54         | NY 166 à Roseboom                                            | NY 10 à Seward                                                                         | 1930  | |
| NY 166   | 21,05         | 33,88         | NY 28 à Milford                                              | US 20 près de Cherry Valley                                                            | 1930  | |
| NY 167   | 26,03         | 41,89         | US 20 à Richfield Springs                                    | NY 29 à Dolgeville                                                                     | 1930  | |
| NY 168   | 14,05         | 22,61         | NY 28 à Mohawk                                               | NY 80 à Stark                                                                          | 1930  | |
| NY 169   | 12,42         | 19,99         | NY 5S à Danube                                               | NY 28 / NY 29 à Middleville                                                            | 1930  | |
| NY 170   | 7,30          | 11,75         | NY 169 à Little Falls                                        | NY 29 à Fairfield                                                                      | 1930  | |
| NY 170A  | 2,95          | 4,75          | NY 170 à Fairfield                                           | NY 29 à Fairfield                                                                      | 1931  | |
| NY 171   | 5,69          | 9,16          | Ball Road / Gulph Road à Frankfort                           | Main Street à Frankfort                                                                | 1930  | |
| NY 172   | 8,80          | 14,16         | NY 117 à Mount Kisco                                         | NY 137 à Pound Ridge                                                                   | 1930  | |
| NY 173   | 30,54         | 49,15         | NY 31 à Van Buren                                            | NY 5 à Chittenango                                                                     | 1930  | |
| NY 174   | 16,92         | 27,23         | NY 41 à Spafford                                             | NY 5 à Camillus                                                                        | 1930  | |
| NY 175   | 15,53         | 24,99         | US 20 à Skaneateles                                          | US 11 à Syracuse                                                                       | 1930  | |
| NY 176   | 13,77         | 22,16         | NY 370 à Cato                                                | NY 48 à Fulton                                                                         | 1930  | |
| NY 177   | 25,65         | 41,28         | I-81 à Adams                                                 | NY 12 près de Lowville                                                                 | 1930  | |
| NY 178   | 10,20         | 16,42         | NY 3 à Henderson                                             | US 11 à Adams                                                                          | 1930  | |
| NY 179   | 4,36          | 7,02          | NY 5 à Hamburg                                               | US 20 à Orchard Park                                                                   | 1965  | |
| NY 180   | 24.52         | 39.46         | NY 3 in Hounsfield                                           | NY 12 in Orleans                                                                       | 1930  | |
| NY 182   | 6,22          | 10,01         | Whirlpool Rapids Bridge à Niagara Falls                      | US 62 aux limites entre Niagara et Wheatfield                                          | 1962  | |
| NY 183   | 4,73          | 7,61          | NY 69 à Amboy                                                | NY 13 à Williamstown                                                                   | 1930  | |
| NY 184   | 13,67         | 22,00         | NY 58 à Macomb                                               | NY 812 à Heuvelton                                                                     | 1931  | |
| NY 185   | 4,12          | 6,63          | NY 9N / NY 22 à Crown Point                                  | VT 17 à la frontière du Vermont à Crown Point                                          | 2008  | |
| NY 186   | 3,89          | 6,26          | NY 30 à Harrietstown                                         | NY 86 à Harrietstown                                                                   | 1989  | |
| NY 187   | 3,05          | 4,91          | US 20A à Orchard Park                                        | US 20 à Elma                                                                           | 1941  | |
| NY 189   | 5,70          | 9,17          | US 11 à Clinton                                              | QC 209 à la frontière canadienne à Clinton                                             | 1930  | |
| NY 190   | 33,50         | 53,91         | NY 374 à Bellmont                                            | NY 3 à Plattsburgh                                                                     | 1930  | |
| NY 193   | 8,49          | 13,66         | NY 3 à Ellisburg                                             | US 11 près de Mannsville                                                               | 1931  | |
| NY 196   | 10,33         | 16,62         | US 4 à Hudson Falls                                          | NY 40 à Hartford                                                                       | 1930  | |
| NY 197   | 10,78         | 17,35         | US 9 à Moreau                                                | NY 40 à Argyle                                                                         | 1930  | |
| NY 198   | 3,63          | 5,84          | I-190 à Buffalo                                              | NY 33 à Buffalo                                                                        | 1962  | |
| NY 199   | 30,83         | 49,62         | US 9W / US 209 à Ulster                                      | US 44 / NY 22 à North East                                                             | 1930  | |
| NY 200   | 1,38          | 2,22          | NY 38 à Harford                                              | NY 221 à Harford                                                                       | 1940  | |
| NY 201   | 2,04          | 3,28          | NY 434 à Vestal                                              | NY 17 à Johnson City                                                                   | 1970  | |
| NY 203   | 22,91         | 36,87         | NY 22 à Austerlitz                                           | US 20 à Nassau                                                                         | 1930  | |
| NY 204   | 3,35          | 5,39          | I-490 à Gates                                                | Limites entre Rochester et Gates                                                       | 1965  | |
| NY 205   | 23,32         | 37,53         | I-88 à Oneonta                                               | NY 28 / NY 80 à Otsego                                                                 | 1930  | |
| NY 206   | 74,94         | 120,60        | NY 26 / NY 79 à Whitney Point                                | NY 17 à Rockland                                                                       | 1930  | |
| NY 207   | 19,07         | 30,69         | US 6 / NY 17 / NY 17A / NY 17M à Goshen                      | NY 17K à Newburgh                                                                      | 1930  | |
| NY 208   | 34,78         | 55,97         | NY 17M à Monroe                                              | NY 32 / NY 299 à New Paltz                                                             | 1930  | |
| NY 210   | 4,03          | 6,49          | CR 511 à la frontière du New Jersey à Warwick                | NY 17A à Greenwood Lake                                                                | 1930  | |
| NY 211   | 22,80         | 36,69         | US 209 à Deerpark                                            | NY 17K à Montgomery                                                                    | 1930  | |
| NY 212   | 21,77         | 35,04         | NY 28 à Shandaken                                            | US 9W / NY 32 à Saugerties                                                             | 1930  | |
| NY 213   | 27,08         | 43,58         | NY 28A à Olive                                               | NY 32 à Kingston                                                                       | 1930  | |
| NY 214   | 12,34         | 19,86         | NY 28 à Shandaken                                            | NY 23A près de Tannersville                                                            | 1930  | |
| NY 215   | 6,10          | 9,82          | NY 392 à Virgil                                              | NY 13 à Cortland                                                                       | 1981  | |
| NY 216   | 6,19          | 9,96          | NY 52 à East Fishkill                                        | NY 55 à Beekman                                                                        | 1930  | |
| NY 217   | 6,71          | 10,80         | NY 23 à Claverack                                            | CR 21C à Ghent                                                                         | 1930  | |
| NY 218   | 10,51         | 16,91         | US 9W à Highland Falls                                       | US 9W près de Cornwall-on-Hudson                                                       | 1941  | |
| NY 220   | 20,79         | 33,46         | NY 41 à Smithville                                           | CR 32 à Oxford                                                                         | 1930  | |
| NY 221   | 18,71         | 30,11         | NY 38 à Harford                                              | NY 26 / NY 41 à Willet                                                                 | 1930  | |
| NY 222   | 10,57         | 17,01         | NY 38 à Groton                                               | US 11 / NY 13 / NY 41 à Cortland                                                       | 1930  | |
| NY 223   | 12,53         | 20,17         | NY 13 à Horseheads                                           | NY 224 à Van Etten                                                                     | 1930  | |
| NY 224   | 19,74         | 31,77         | NY 34 à Van Etten                                            | NY 14 à Montour Falls                                                                  | 1930  | |
| NY 225   | 15,57         | 25,06         | NY 352 à Big Flats                                           | NY 352 à Corning                                                                       | 1949  | |
| NY 226   | 19,03         | 30,63         | I-86 / NY 17 près de Savona                                  | NY 14A à Reading                                                                       | 1930  | |
| NY 227   | 9,86          | 15,87         | NY 79 à Hector                                               | NY 96 à Trumansburg                                                                    | 1930  | |
| NY 228   | 12,47         | 20,07         | NY 224 à Odessa                                              | NY 227 à Hector                                                                        | 1930  | |
| NY 230   | 8,95          | 14,40         | NY 54 à Wayne                                                | NY 14A à Dundee                                                                        | 1930  | |
| NY 231   | 9,06          | 14,58         | NY 27A à Babylon                                             | Northern State Parkway à Dix Hills                                                     | 1960  | |
| NY 232   | 2,40          | 3,86          | I-81 à Watertown                                             | US 11 à Watertown                                                                      | 1962  | |
| NY 233   | 12,06         | 19,41         | NY 12B près de Clinton                                       | NY 49 / NY 69 / NY 365 à Rome                                                          | 1930  | |
| NY 235   | 9,17          | 14,76         | NY 7 à Colesville                                            | NY 41 / NY 206 à Coventry                                                              | 1930  | |
| NY 236   | 2,47          | 3,98          | US 9 à Halfmoon                                              | NY 146 à Halfmoon                                                                      | 1949  | |
| NY 237   | 28,47         | 45,82         | NY 5 à Stafford                                              | Lake Ontario State Parkway à Kendall                                                   | 1930  | |
| NY 238   | 15,18         | 24,43         | US 20A à Orangeville                                         | US 20 à Darien                                                                         | 1930  | |
| NY 240   | 51,64         | 83,11         | NY 242 à Ashford                                             | I-290 / NY 324 à Amherst                                                               | 1930  | |
| NY 241   | 6,97          | 11,22         | NY 394 à Randolph                                            | US 62 à Conewango                                                                      | 1930  | |
| NY 242   | 31,95         | 51,41         | NY 394 à Coldspring                                          | NY 16 à Machias                                                                        | 1930  | |
| NY 243   | 11,01         | 17,72         | NY 98 à Farmersville                                         | NY 19 à Caneadea                                                                       | 1930  | |
| NY 244   | 15,71         | 25,28         | NY 19 à Belmont                                              | NY 21 à Alfred                                                                         | 1930  | |
| NY 245   | 28,53         | 45,91         | NY 21 à Naples                                               | US 20 / NY 5 / NY 14A à Geneva                                                         | 1930  | |
| NY 246   | 10,47         | 16,85         | NY 39 à Perry                                                | NY 63 à Pavilion                                                                       | 1930  | |
| NY 247   | 11,14         | 17,93         | NY 364 à Potter                                              | US 20 / NY 5 à Hopewell                                                                | 1930  | |
| NY 248   | 31,42         | 50,57         | NY 19 à Willing                                              | NY 36 à Canisteo                                                                       | 1930  | |
| NY 248A  | 5,16          | 8,30          | PA 244 à la frontière de la Pennsylvanie à Willing           | NY 248 à Independence                                                                  | 1950  | |
| NY 249   | 13,51         | 21,74         | NY 5 à Farnham                                               | NY 75 à Langford                                                                       | 1930  | |
| NY 250   | 16,02         | 25,78         | NY 96 à Perinton                                             | Lake Road à Webster                                                                    | 1930  | |
| NY 251   | 17,81         | 28,66         | NY 383 à Scottsville                                         | NY 96 à Victor                                                                         | 1930  | |
| NY 252   | 12,93         | 20,81         | NY 33A à Chili                                               | NY 64 / NY 96 à Pittsford                                                              | 1931  | |
| NY 253   | 10,80         | 17,38         | NY 383 à Scottsville                                         | NY 65 à Pittsford                                                                      | 1930  | |
| NY 254   | 6,08          | 9,78          | I-87 à Queensbury                                            | US 4 à Hudson Falls                                                                    | 1965  | |
| \|NY 256 | 21,03         | 33,84         | NY 63 à Dansville                                            | NY 15 aux limites entre Geneseo et Livonia                                             | 1930  | |
| NY 257   | 3,79          | 6,10          | NY 92 à Manlius                                              | NY 290 à Manlius                                                                       | 1940s | |
| NY 258   | 1,88          | 3,03          | NY 36 aux limites entre Groveland et West Sparta             | NY 63 à Groveland                                                                      | 1931  | |
| NY 259   | 17,09         | 27,50         | NY 33A à Chili                                               | Lake Ontario State Parkway à Parma                                                     | 1930  | |
| NY 260   | 10,55         | 16,98         | NY 31 à Sweden                                               | Lake Ontario State Parkway à Hamlin                                                    | 1930  | |
| NY 261   | 7,84          | 12,62         | NY 104 aux limites entre Greece et Parma                     | Lake Ontario State Parkway à Greece                                                    | 1931  | |
| NY 262   | 17,05         | 27,44         | NY 63 à Oakfield                                             | NY 19 à Bergen                                                                         | 1930  | |
| NY 263   | 10,48         | 16,87         | US 62 à Amherst                                              | NY 78 aux limites entre Amherst et Clarence                                            | 1931  | |
| NY 264   | 8,60          | 13,84         | CR 57 à Phoenix                                              | NY 3 à Palermo                                                                         | 1932  | |
| NY 265   | 19,78         | 31,83         | I-90 / I-190 / NY 198 / NY 266 à Buffalo                     | NY 104 à Lewiston                                                                      | 1936  | |
| NY 266   | 11,15         | 17,94         | I-90 / I-190 à Buffalo                                       | NY 265 à Tonawanda                                                                     | 1935  | |
| NY 268   | 10,66         | 17,16         | NY 97 à Hancock                                              | NY 10 à Tompkins                                                                       | 1991  | |
| NY 269   | 6,36          | 10,24         | NY 104 aux limites entre Hartland et Ridgeway                | NY 18 aux limites entre Somerset et Yates                                              | 1930  | |
| NY 270   | 9,54          | 15,35         | NY 263 à Amherst                                             | NY 31 / NY 93 à Lockport                                                               | 1930  | |
| NY 271   | 3,23          | 5,20          | NY 31 / NY 31E à Middleport                                  | NY 104 à Ridgeway                                                                      | 1930  | |
| NY 272   | 7,58          | 12,20         | NY 104 aux limites entre Murray et Clarkson                  | Rives du Lac Ontario aux limites entre Kendall et Hamlin                               | 1930  | |
| NY 274   | 10,44         | 16,80         | NY 365 à Holland Patent                                      | NY 46 à Western                                                                        | 1951  | |
| NY 275   | 11,46         | 18,44         | NY 417 à Bolivar                                             | I-86 / NY 17 à Friendship                                                              | 1930  | |
| NY 276   | 4,70          | 7,56          | US 11 à Champlain                                            | US 11 à Rouses Point                                                                   | 1963  | |
| NY 277   | 21,42         | 34,47         | NY 391 à Boston                                              | NY 324 à Amherst                                                                       | 1930  | |
| NY 278   | 1,51          | 2,43          | NY 7 à Brunswick                                             | NY 2 à Brunswick                                                                       | 1938  | |
| NY 279   | 8,74          | 14,07         | NY 98 à Gaines                                               | NY 18 à Carlton                                                                        | 1935  | |
| NY 280   | 11,68         | 18,80         | I-86 / NY 17 à Coldspring                                    | PA 346 à la frontière de la Pennsylvanie à South Valley                                | 1930  | |
| NY 281   | 16,55         | 26,63         | NY 13 à Cortlandville                                        | US 11 / NY 80 à Tully                                                                  | 1931  | |
| NY 282   | 3,49          | 5,62          | PA 187 à la frontière de la Pennsylvanie à Nichols           | NY 17C à Smithboro                                                                     | 1930  | |
| NY 283   | 5,81          | 9,35          | US 11 / NY 12 à Watertown                                    | NY 342 à Calcium                                                                       | 1980  | |
| NY 284   | 8,97          | 14,44         | Route 284 à la frontière du New Jersey à Minisink            | US 6 à Wawayanda                                                                       | 1965  | |
| NY 286   | 13,06         | 21,02         | NY 590 à Rochester                                           | NY 350 à Walworth                                                                      | 1949  | |
| NY 289   | 5,96          | 9,59          | NY 193 à Ellisburg                                           | NY 178 à Adams                                                                         | 1930  | |
| NY 290   | 12,36         | 19,89         | US 11 à Syracuse                                             | NY 5 à Manlius                                                                         | 1930  | |
| NY 291   | 7,49          | 12,05         | NY 69 à Whitestown                                           | NY 365 à Marcy                                                                         | 1970  | |
| NY 292   | 7,60          | 12,23         | NY 311 à Patterson                                           | NY 55 à Pawling                                                                        | 1970  | |
| NY 293   | 6,83          | 10,99         | US 6 à Woodbury                                              | US 9W / NY 218 à Highlands                                                             | 1934  | |
| NY 294   | 6,81          | 10,96         | NY 26 à Lewis                                                | NY 46 à Boonville                                                                      | 1930  | |
| NY 295   | 12,87         | 20,71         | NY 66 à Chatham                                              | Route 295 à la frontière du Massachusetts à Canaan                                     | 1931  | |
| NY 296   | 7,85          | 12,63         | NY 23A à Hunter                                              | NY 23 à Windham                                                                        | 1930  | |
| NY 297   | 2,33          | 3,75          | NY 173 à Camillus                                            | I-690 à Geddes                                                                         | 1959  | |
| NY 298   | 14.12         | 22.72         | I-690 in Syracuse                                            | NY 31 in Cicero                                                                        | 1934  | |
| NY 299   | 12,55         | 20,20         | US 44 / NY 55 à Gardiner                                     | US 9W à Highland                                                                       | 1930  | |
| NY 300   | 14,59         | 23,48         | NY 208 à Shawangunk                                          | NY 32 / NY 94 à New Windsor                                                            | 1930  | |
| NY 301   | 18,80         | 30,26         | NY 9D à Cold Spring                                          | NY 52 à Carmel                                                                         | 1930  | |
| NY 302   | 10,39         | 16,72         | NY 17M près de Middletown                                    | NY 52 à Crawford                                                                       | 1930  | |
| NY 303   | 10,92         | 17,57         | CR 505 à la frontière du New Jersey à Orangetown             | US 9W à Clarkstown                                                                     | 1930  | |
| NY 304   | 10,37         | 16,69         | CR 503 à la frontière du New Jersey à Orangetown             | US 9W à Haverstraw                                                                     | 1930  | |
| NY 305   | 31,30         | 50,37         | PA 446 à la frontière de la Pennsylvanie à Portville         | NY 19 à Belfast                                                                        | 1941  | |
| NY 306   | 5,30          | 8,53          | NY 59 à Ramapo                                               | US 202 à Pomona                                                                        | 1930  | |
| NY 308   | 6,18          | 9,95          | US 9 à Rhinebeck                                             | NY 199 à Milan                                                                         | 1930  | |
| NY 309   | 6,56          | 10,56         | NY 29A à Gloversville                                        | CR 112 à Bleecker                                                                      | 1930  | |
| NY 310   | 21,44         | 34,50         | US 11 / NY 68 à Canton                                       | NY 56 à Norfolk                                                                        | 1982  | |
| NY 311   | 6,12          | 9,85          | NY 52 à Kent                                                 | NY 22 à Patterson                                                                      | 1930  | |
| NY 312   | 4,36          | 7,02          | US 6 à Southeast                                             | NY 22 à Southeast                                                                      | 1937  | |
| NY 313   | 8,95          | 14,40         | NY 22 à Cambridge                                            | VT 313 à la frontière du Vermont à Salem                                               | 1930  | |
| NY 314   | 0,76          | 1,22          | I-87 à Plattsburgh                                           | US 9 à Plattsburgh                                                                     | 1962  | |
| NY 315   | 5,27          | 8,48          | NY 12 à Waterville                                           | NY 12B à Marshall                                                                      | 1930  | |
| NY 316   | 4,04          | 6,50          | NY 46 à Oneida                                               | NY 31 à Lenox                                                                          | 1930  | |
| NY 317   | 3,07          | 4,94          | NY 5 à Elbridge                                              | NY 31 à Jordan                                                                         | 2003  | |
| NY 318   | 10,93         | 17,59         | I-90 / NY 14 à Phelps                                        | US 20 / NY 5 aux limites entre Tyre et Seneca Falls                                    | 1963  | |
| NY 320   | 3,51          | 5,65          | NY 12 à Norwich                                              | CR 29 à North Norwich                                                                  | 1930  | |
| NY 321   | 8,43          | 13,57         | US 20 à Skaneateles                                          | NY 5 à Camillus                                                                        | 1930  | |
| NY 322   | 4,71          | 7,58          | NY 83 à Villenova                                            | US 62 à Dayton                                                                         | 1930  | |
| NY 324   | 22,60         | 36,37         | I-90 / I-190 / NY 384 à Niagara Falls                        | NY 5 à Clarence                                                                        | 1933  | |
| NY 325   | 1,44          | 2,32          | I-90 / I-190 / NY 266 à Tonawanda                            | NY 324 à Tonawanda                                                                     | 1935  | |
| NY 326   | 8,74          | 14,07         | NY 90 à Union Springs                                        | US 20 / NY 5 près d'Auburn                                                             | 1930  | |
| NY 327   | 7,10          | 11,43         | NY 13 / NY 34 / NY 96 à Ithaca                               | NY 79 à Enfield                                                                        | 1930  | |
| NY 328   | 6,19          | 9,96          | PA 328 à la frontière de la Pennsylvanie à Southport         | NY 14 à Southport                                                                      | 1930  | |
| NY 329   | 2,60          | 4,18          | NY 14 / NY 414 à Watkins Glen                                | Meads Hill Road à Dix                                                                  | 1930  | |
| NY 331   | 3,10          | 4,99          | CR 57 à Saint Johnsville                                     | NY 29 à Oppenheim                                                                      | 1930  | |
| NY 332   | 9,12          | 14,68         | US 20 / NY 5 / NY 21 à Canandaigua                           | I-90 à Farmington                                                                      | 1930  | |
| NY 334   | 5,92          | 9,53          | NY 5 à Fonda                                                 | NY 67 à Johnstown                                                                      | 1930  | |
| NY 335   | 1,77          | 2,85          | Feura Bush Road à Bethlehem                                  | NY 443 à Bethlehem                                                                     | 1930  | |
| NY 336   | 4,64          | 7,47          | NY 96A à Fayette                                             | NY 414 à Fayette                                                                       | 1931  | |
| NY 337   | 2,59          | 4,17          | NY 7 à Rotterdam                                             | I-890 à Rotterdam                                                                      | 1980  | |
| NY 340   | 3,17          | 5,10          | CR 501 à la frontière du New Jersey à Orangetown             | Greenbush Road à Orangetown                                                            | 1932  | |
| NY 342   | 8,38          | 13,49         | NY 3 à Le Ray                                                | NY 12 à Pamelia                                                                        | 1963  | |
| NY 343   | 18,47         | 29,72         | NY 82 à Millbrook                                            | Route 343 à la frontière du Connecticut à Amenia                                       | 1930  | |
| NY 344   | 1,90          | 3,06          | NY 22 à Copake                                               | Falls Road à la frontière du Massachusetts à Copake                                    | 1932  | |
| NY 345   | 17,87         | 28,76         | NY 37 à Waddington                                           | US 11 à Potsdam                                                                        | 1930  | |
| NY 346   | 2,61          | 4,20          | NY 22 à Petersburgh                                          | VT 346 à la frontière du Vermont à Petersburgh                                         | 1930  | |
| NY 347   | 14,78         | 23,79         | NY 454 / Northern State Parkway à Hauppauge                  | NY 25A à Mount Sinai                                                                   | 1966  | |
| NY 349   | 3,57          | 5,75          | NY 30A à Johnstown                                           | NY 30 à Mayfield                                                                       | 1931  | |
| NY 350   | 11,46         | 18,44         | NY 31 / NY 31F à Macedon                                     | NY 104 à Ontario                                                                       | 1932  | |
| NY 351   | 8,15          | 13,12         | NY 43 à Sand Lake                                            | NY 2 à Brunswick                                                                       | 1980  | |
| NY 352   | 18,96         | 30,51         | NY 415 à Riverside                                           | NY 17 à Elmira                                                                         | 1965  | |
| NY 353   | 23,95         | 38,54         | NY 417 à Salamanca                                           | US 62 à Dayton                                                                         | 1933  | |
| NY 354   | 31,78         | 51,14         | NY 5 à Buffalo                                               | NY 98 à Attica                                                                         | 1930  | |
| NY 355   | 2,94          | 4,73          | NY 66 à North Greenbush                                      | NY 351 à Poestenkill                                                                   | 1946  | |
| NY 357   | 13,94         | 22,43         | NY 7 à Unadilla                                              | NY 28 à Franklin                                                                       | 1970  | |
| NY 359   | 1,71          | 2,75          | NY 38A à Skaneateles                                         | NY 41A à Skaneateles                                                                   | 1941  | |
| NY 362   | 3,70          | 5,95          | NY 39 à Eagle                                                | NY 78 à Wethersfield                                                                   | 1930  | |
| NY 363   | 1,41          | 2,27          | NY 434 à Binghamton                                          | NY 7 à Binghamton                                                                      | 1974  | |
| NY 364   | 24,64         | 39,65         | NY 14A à Penn Yan                                            | US 20 / NY 5 à Canandaigua                                                             | 1930  | |
| NY 365   | 44,23         | 71,18         | NY 5 à Oneida                                                | NY 8 à Ohio                                                                            | 1932  | |
| NY 365A  | 3,47          | 5,58          | NY 5 à Oneida                                                | NY 365 à Verona                                                                        | 1949  | |
| NY 366   | 9,38          | 15,10         | NY 79 à Ithaca                                               | NY 38 à Freeville                                                                      | 1930  | |
| NY 367   | 1,04          | 1,67          | Snell Road à la frontière de la Pennsylvanie à Wellsburg     | NY 427 à Wellsburg                                                                     | 1930  | |
| NY 369   | 6,29          | 10,12         | NY 7B à Fenton                                               | NY 79 à Fenton                                                                         | 1930  | |
| NY 370   | 35,11         | 56,50         | NY 104 / NY 104A près de Red Creek                           | US 11 à Syracuse                                                                       | 1930  | |
| NY 371   | 4,85          | 7,81          | NY 415 à Cohocton                                            | NY 21 à Cohocton                                                                       | 1930  | |
| NY 372   | 8,89          | 14,31         | NY 29 à Greenwich                                            | NY 22 à Cambridge                                                                      | 1930  | |
| NY 373   | 3,19          | 5,13          | US 9 à Chesterfield                                          | Traversier de Port Kent–Burlington à Chesterfield                                      | 1930  | |
| NY 374   | 42,68         | 68,69         | US 11 à Chateaugay                                           | NY 22 à Plattsburgh                                                                    | 1930  | |
| NY 375   | 2,89          | 4,65          | NY 28 à Hurley                                               | NY 212 à Woodstock                                                                     | 1930  | |
| NY 376   | 13,87         | 22,32         | NY 52 à East Fishkill                                        | US 44 / NY 55 à Poughkeepsie                                                           | 1935  | |
| NY 377   | 1,75          | 2,82          | US 9 à Albany                                                | NY 378 à Menands                                                                       | 1935  | |
| NY 378   | 3,30          | 5,31          | US 9 à Colonie                                               | US 4 à Troy                                                                            | 1935  | |
| NY 383   | 18,71         | 30,11         | NY 36 à Wheatland                                            | NY 31 à Rochester                                                                      | 1941  | |
| NY 384   | 21,84         | 35,15         | NY 5 à Buffalo                                               | NY 104 à Niagara Falls                                                                 | 1930  | |
| NY 385   | 13,76         | 22,14         | US 9W à Catskill                                             | US 9W / NY 81 à Coxsackie                                                              | 1932  | |
| NY 386   | 15,47         | 24,90         | NY 383 à Scottsville                                         | NY 104 à Greece                                                                        | 1931  | |
| NY 387   | 2,95          | 4,75          | NY 31 à Murray                                               | NY 104 à Murray                                                                        | 1930  | |
| NY 390   | 8,00          | 12,87         | I-390 / I-490 à Gates                                        | Lake Ontario State Parkway à Greece                                                    | 1980  | |
| NY 391   | 3,62          | 5,83          | NY 277 à Boston                                              | US 62 à Hamburg                                                                        | 1971  | |
| NY 392   | 13,11         | 21,10         | NY 13 / NY 38 à Dryden                                       | US 11 à Virgil                                                                         | 1981  | |
| NY 394   | 52,47         | 84,44         | NY 5 à Westfield                                             | I-86 / NY 17 à Coldspring                                                              | 1973  | |
| NY 395   | 2,37          | 3,81          | NY 7 à Duanesburg                                            | US 20 à Duanesburg                                                                     | 1930  | |
| NY 396   | 6,64          | 10,69         | CR 301 à Coeymans                                            | NY 144 à Bethlehem                                                                     | 1930  | |
| NY 397   | 3,09          | 4,97          | NY 146 à Altamont                                            | US 20 à Guilderland                                                                    | 1930  | |
| NY 400   | 16,95         | 27,28         | NY 16 à Aurora                                               | I-90 à West Seneca                                                                     | 1970  | |
| NY 403   | 2,28          | 3,67          | US 9 à Philipstown                                           | NY 9D à Philipstown                                                                    | 1935  | |
| NY 404   | 10,05         | 16,17         | NY 590 à Irondequoit                                         | NY 104 à Webster                                                                       | 1971  | |
| NY 406   | 3,60          | 5,79          | US 20 à Princetown                                           | NY 158 à Rotterdam                                                                     | 1935  | |
| NY 408   | 15,93         | 25,64         | NY 70 à Nunda                                                | NY 63 à Groveland                                                                      | 1941  | |
| NY 409   | 1,69          | 2,72          | NY 14 / NY 414 à Watkins Glen                                | Passage à niveau du Norfolk Southern à Dix                                             | 190   | |
| NY 410   | 3,97          | 6,39          | NY 26 à Denmark                                              | NY 126 à Croghan                                                                       | 1930  | |
| NY 411   | 7,54          | 12,13         | NY 180 à Orleans                                             | NY 26 / NY 37 à Theresa                                                                | 1930  | |
| NY 412   | 0,73          | 1,17          | NY 233 à Kirkland                                            | NY 12B à Clinton                                                                       | 1935  | |
| NY 414   | 83,41         | 134,24        | NY 352 à Corning                                             | NY 104 à Huron                                                                         | 1935  | |
| NY 415   | 42,86         | 68,98         | NY 414 à Corning                                             | NY 15 / NY 21 à Wayland                                                                | 1965  | |
| NY 416   | 4,22          | 6,79          | NY 207 à Hamptonburgh                                        | NY 211 à Montgomery                                                                    | 1930  | |
| NY 417   | 105,10        | 169,14        | I-86 / NY 17 à Salamanca                                     | NY 415 à Painted Post                                                                  | 1970  | |
| NY 418   | 3,51          | 5,65          | CR 4 à Thurman                                               | US 9 à Warrensburg                                                                     | 1930  | |
| NY 419   | 0,39          | 0,63          | NY 329 à Watkins Glen                                        | Entrée sud du Parc d'état de Watkins Glen                                              | 1970  | |
| NY 420   | 11,90         | 19,15         | US 11 à Stockholm                                            | NY 37 à Massena                                                                        | 1930  | |
| NY 421   | 5,70          | 9,17          | NY 30 à Piercefield                                          | Veteran's Mountain Camp à Piercefield                                                  | 1931  | |
| NY 423   | 3,86          | 6,21          | NY 9P à Stillwater                                           | NY 32 à Stillwater                                                                     | 1931  | |
| NY 425   | 24,02         | 38,66         | I-290 à Tonawanda                                            | NY 18 à Wilson                                                                         | 1930  | |
| NY 426   | 13,32         | 21,44         | PA 426 à la frontière de la Pennsylvanie à French Creek      | PA 426 à la frontière de la Pennsylvanie à Mina                                        | 1930  | |
| NY 427   | 11,69         | 18,81         | NY 14 à Southport                                            | NY 17 à Chemung                                                                        | 1941  | |
| NY 429   | 12,17         | 19,59         | NY 265 / NY 384 à North Tonawanda                            | NY 104 aux limites entre Lewiston et Cambria                                           | 1932  | |
| NY 430   | 39,24         | 63,15         | PA 430 à la frontière de la Pennsylvanie à Mina              | NY 60 / NY 394 à Jamestown                                                             | 1932  | |
| NY 431   | 8,01          | 12,89         | Whiteface Mountain à Wilmington                              | NY 86 à Wilmington                                                                     | 1935  | |
| NY 433   | 0,70          | 1,13          | Bedford Road à la frontière du Connecticut à North Castle    | NY 22 à North Castle                                                                   | 1971  | |
| NY 434   | 20,88         | 33,60         | NY 96 à Owego                                                | US 11 à Binghamton                                                                     | 1970  | |
| NY 436   | 23,73         | 38,19         | NY 39 à Lamont                                               | NY 36 à Dansville                                                                      | 1972  | |
| NY 437   | 0,33          | 0,53          | NY 38 à Owasco                                               | NY 38A à Fleming                                                                       | 1970  | |
| NY 438   | 11,79         | 18,97         | US 62 / NY 39 à Gowanda                                      | US 20 / NY 5 à Brant                                                                   | 1941  | |
| NY 440   | 12,77         | 20,55         | Route 440 à la frontière du New Jersey à Staten Island       | Route 440 à la frontière du New Jersey à Staten Island                                 | 1949  | |
| NY 441   | 12,57         | 20,23         | NY 96 à Brighton                                             | NY 350 à Walworth                                                                      | 1949  | |
| NY 442   | 3,94          | 6,34          | NY 22 à Peru                                                 | US 9 à Peru                                                                            | 1970  | |
| NY 443   | 33,28         | 53,56         | NY 30 à Schoharie                                            | US 9W / US 20 à Albany                                                                 | 1971  | |
| NY 444   | 6,83          | 10,99         | US 20 / NY 5 / NY 64 à East Bloomfield                       | NY 96 à Victor                                                                         | 1997  | |
| NY 446   | 6,77          | 10,90         | NY 16 à Hinsdale                                             | NY 305 à Cuba                                                                          | 1975  | |
| NY 448   | 3,85          | 6,20          | US 9 à Sleepy Hollow                                         | NY 117 à Mount Pleasant                                                                | 1971  | |
| NY 454   | 14,00         | 22,53         | NY 25 à Commack                                              | NY 27 à Islip                                                                          | 1972  | |
| NY 458   | 24,45         | 39,35         | NY 11B à Hopkinton                                           | NY 30 à Brighton                                                                       | 1972  | |
| NY 470   | 2,89          | 4,65          | NY 9R à Colonie                                              | US 4 à Troy                                                                            | 1973  | |
| NY 474   | 24,60         | 39,59         | PA 474 à la frontière de la Pennsylvanie à French Creek      | NY 394 à Busti                                                                         | 1972  | |
| NY 481   | 31,80         | 51,18         | I-81 / I-481 à North Syracuse                                | NY 104 à Oswego                                                                        | 1970  | |
| NY 488   | 9,53          | 15,34         | NY 21 à Hopewell                                             | NY 96 à Phelps                                                                         | 1972  | |
| NY 495   | 1,06          | 1,71          | Route 495 à la frontière du New Jersey à Manhattan           | West 34th Street à Manhattan                                                           | 1981  | |
| NY 531   | 7,56          | 12,17         | NY 31 / NY 36 à Ogden                                        | I-490 à Gates                                                                          | 1984  | |
| NY 590   | 5,04          | 8,11          | I-490 / I-590 à Rochester                                    | Titus Avenue à Irondequoit                                                             | 1980  | |
| NY 598   | 2,29          | 3,69          | NY 5 à Syracuse                                              | NY 298 à Salina                                                                        | 2004  | |
| NY 631   | 5,17          | 8,32          | NY 48 à Lysander                                             | NY 370 à Baldwinsville                                                                 | 1999  | |
| NY 635   | 2,29          | 3,69          | NY 5 à East Syracuse                                         | NY 298 à DeWitt                                                                        | 1980  | |
| NY 690   | 6,77          | 10,90         | I-90 / I-690 à Van Buren                                     | NY 48 à Lysander                                                                       | 1975  | |
| NY 695   | 2,40          | 3,86          | NY 5 à Camillus                                              | I-690 à Geddes                                                                         | 1981  | |
| NY 747   | 3,48          | 5,60          | NY 207 à New Windsor                                         | NY 17K à Montgomery                                                                    | 2007  | |
| NY 787   | 2,66          | 4,28          | I-787 / NY 7 à Colonie                                       | NY 32 à Cohoes                                                                         | 1990  | |
| NY 812   | 80,78         | 130,00        | NY 12 / NY 26 à Lowville                                     | Route 16 à la frontière canadienne à Ogdensburg                                        | 1978  | |
| NY 825   | 2,66          | 4,28          | NY 49 à Rome                                                 | NY 46 à Rome                                                                           | 2002  | |
| NY 840   | 4,15          | 6,68          | NY 5 / NY 8 / NY 12 à Utica                                  | Halsey Road à Whitestown                                                               | 2005  | |
| NY 878   | 5,70          | 9,17          | Belt Parkway / NY 27 dans le Queens Burnside Avenue à Inwood | Farmers Boulevard / Rockaway Boulevard dans le Queens Atlantic Beach Bridge à Lawrence | 1991  | |
| NY 890   | 1,10          | 1,77          | I-890 à Rotterdam                                            | NY 5 à Glenville                                                                       | 1998  | |
| NY 895   | 1,35          | 2,17          | I-278 dans le Bronx                                          | I-95 dans le Bronx                                                                     | 2017  | |
|          |               |               |                                                              |                                                                                        |       | |